# 数字選択式全国自治宝くじ
数字選択式全国自治宝くじ（すうじせんたくしきぜんこくじちたからくじ）は、購入者が申し込む数字を自由に選択できる形式の宝くじである。日本でのみ発売されており、現在は6種類が存在する。単に「数字選択式宝くじ」と呼ぶ場合もある。

## 運営
発売元は全国都道府県および政令指定都市、受託はみずほ銀行である。

## 歴史
- 1985年 - 国際科学技術博覧会会場内で発売されたイベントくじの特別賞として「ナンバーズゲーム」が実施される。20万通当たり1万本が特別賞に当せんした。これが事実上、日本の数字選択式宝くじの起源となる。
- 1986年 - グリーンジャンボ宝くじの特別賞として、「緑のナンバーズゲーム」という形で当選した人のみ挑戦ができる追加賞として設定。特別賞の一環であったため、数字は3桁であり、すべて一致のA賞、順番違いのB賞、1字違いのC賞と、3つの区分で賞金が設定されていた（1995年まで実施）。
- 1990年 - 国際花と緑の博覧会の会場内で、ナンバーズゲームくじが発売される。
- 1994年10月1日 - ナンバーズ3とナンバーズ4の発売開始。当初は一部の県（宮城県、福島県、岡山県、広島県）でのみ発売されていた。
- 1994年10月7日 - ナンバーズ3とナンバーズ4の最初の抽せんが行われる。当初は毎週1回、金曜日に抽せんが行われていた。
- 1995年1月10日 - この日から火曜日にもナンバーズ3とナンバーズ4の抽せんが行われるようになる。
- 1995年4月3日 - この日からナンバーズ3とナンバーズ4が全国で発売される。
- 1997年10月1日 - この日からナンバーズ3とナンバーズ4の抽せん日が月曜日、水曜日、金曜日の週3回に変更される。
- 1999年4月1日 - 新たにミニロトが発売され、同年4月13日に第1回の抽せんが行われた。抽せん日は9月までは隔週火曜日で、10月以降は毎週火曜日に設定される[2]。
- 2000年10月1日 - 新たにロト6が発売され、同年10月5日に第1回の抽せんが行われた。抽せん日は毎週木曜日に設定される。
- 2004年7月1日 - ナンバーズ3とナンバーズ4の抽せん日が月曜日から金曜日までの週5回に増やされる。
- 2008年3月4日 - 当日抽せん予定だった「第447回ミニロト」、「第2287回ナンバーズ3・ナンバーズ4」の申込締切直前でオンラインシステム障害が発生、そのため申込口数等の計算処理が一時不能となり当該抽せん開始が約2時間45分遅れた。数字選択式宝くじの抽せん時刻が大幅に遅れた初めての例。
- 2011年4月4日 - この日からロト6の抽せん日が月曜日・木曜日の週2回に変更される。
- 2013年4月1日 - 新たにロト7が発売され、同年4月5日に第1回の抽せんが行われた。抽せん日は毎週金曜日に設定される。
- 2016年2月1日 - この日の18時45分から抽せん予定だった「第1041回ロト6」、「第4329回ナンバーズ3・ナンバーズ4」の抽せん直前、販売売上額を集計するシステムにトラブル[3]が発生し、販売実績額が一時確定できなかったが、その後システムが復旧し、当該抽せん会は定刻より約6時間40分遅れの2月2日午前1時10分すぎに開始。抽せん会が日付をまたいだ初めての例。なおこの日から、インターネットでのオンライン中継方式がWindows Media PlayerからFlashに変わり、一部を除くほとんどのスマートフォンでも視聴可能初日でもあったため、システムトラブルの反響が大きかった。（配信方法の変更は本トラブルとは無関係。）
- 2017年 - ロト7の当せん金が2月3日(金曜日)抽せん分からキャリーオーバー発生時の最高当せん金額が8億円から10億円に[4]、ロト6の当せん金が2月9日(木曜日)抽せん分からキャリーオーバー発生時の1等から4等の最高当せん金額が4億円から6億円に[5]、それぞれ変更される。
- 2017年4月3日 - 新たにビンゴ5が発売され、同年4月5日に第1回の抽せんが行われた。抽せん日は水曜日に設定される[6][7]。なお、ビンゴ5の抽せん開始に伴い、毎週水曜日のビンゴ5とその後のナンバーズ抽せん会は、MCのラリゴ・岡田地平（隔週交互の出演）とダンサーが抽せん進行を行う（ビンゴ5のコンセプトが、「パーティーのような宝くじ」であるため）。
- 2018年 - ロト7の当せん金が2月9日(金曜日)抽せん分からキャリーオーバーが発生していない場合の最高当せん金額が4億円から6億円に[8]変更される。
- 2020年4月5日 - 新たにインターネット専用全国自治宝くじ「着せかえクーちゃん」が発売され、同年4月13日に第1回の抽せんが行われた。抽せん日はナンバーズ同様、月曜日から金曜日までの週5回。
- 2025年 - ロト7の当せん金が2月14日(金曜日)抽せん分からキャリーオーバーが発生していない場合の最高当せん金額が6億円から7億円に、キャリーオーバー発生時の最高当せん金額が10億円から12億円に変更される。

## 種類

### ナンバーズ3・ナンバーズ4
ナンバーズ3（ナンバーズ スリー、NUMBERS 3）とナンバーズ4（ナンバーズ フォー、NUMBERS 4）は、最も歴史の古い数字選択式宝くじで、購入者は3桁又は4桁の申し込み数字を自由に選ぶことが出来る。抽せんは、月曜日から金曜日の週5回、19:00頃からナンバーズ3→ナンバーズ4の順で行われる。ただし、ミニロト、ロト6、ロト7（後述）の抽せんと同日の場合は、その抽せんと「着せかえクーちゃん」の抽せんが終わった後で実施される。
今までの最高当せん金額は、第8回抽せん（1994年11月25日）ナンバーズ4ストレートの2,717,700円である。なお、ナンバーズの当せん金額は1口あたり最高20,000,000円と決められてはいるが、実績はこれよりかなり低く、ナンバーズ4ストレートでも200万円を超えることは稀である。

### ミニロト
ミニロト （MINI LOTO） は、01から31までの31個の数字のうち、5個を選択するものである。選び方は全部で169,911通りある。抽せんは毎週火曜日18:45から行われる。1999年4月1日発売開始。
ナンバーズに比べ、選択する数字が多い。

### ロト6
ロト6（ロトシックス、LOTO 6とも表記される）は、01から43までの43個の数字のうち、6個を選択するものである。選び方は全部で6,096,454通りある。抽せんは、毎週月曜日と木曜日の18:45から行われる。2000年10月1日発売開始。

### ロト7
ロト7（ロトセブン、LOTO 7とも表記される）は、01から37までの37個の数字のうち、7個を選択するものである。選び方は全部で10,295,472通りある。抽せんは、毎週金曜日の18:45から行われる。2013年4月1日発売開始。

### ビンゴ5
ビンゴ5（ビンゴファイブ、BINGO 5とも表記される）は、タテ・ヨコ3マスずつ、計9個のマス目のうち、中央（FREE/フリー）のマスを除いた8個のマス目に記載された5つの数字の中から1つずつ、01から40までの数字のうち計8個の数字を選択するものである。選び方は全部で390,625通りある。抽せんは、毎週水曜日の18:45から行われる。2017年4月3日発売開始。ビンゴ5は、宝くじ売り場と宝くじ公式サイトでのみ購入可能で、ATMでは購入できない。

### 着せかえクーちゃん
着せかえクーちゃんは、4つの風車式抽せん機により選ばれる「モモ・リンゴ・ブドウ・ミカン・メロン」の5種類の果物を、それぞれの位置に対して個別に選択する。選び方は全部で625通りある（数字選択式ではナンバーズ3のミニに次いで少ない）。厳密には数字選択式ではないが発売・抽せん・当せん金決定ロジックは数字選択式と同じである。「インターネット専用全国自治宝くじ」として購入申込は宝くじ公式サイトに限定されている。抽せんは、毎週月曜日から金曜日の18:45から行われる。ただし、「ナンバーズ」以外の抽せんがある場合は、先にそれらの抽せんを行った後に実施する。2020年4月5日発売開始。

## 購入方法
購入者は、数字選択式宝くじを扱う宝くじ売り場で、専用のマークシート式申し込みカードに自分の好きな数字などの必要事項を記入する。1枚の申込カードで最大5通りの組み合わせが申し込める。その際、それぞれの申し込み数字に対して口数を1口から10口まで、継続回数をロト6とナンバーズは最高10回まで、ロト7とミニロトは最高5回まで指定できる。ナンバーズには「チャレンジカード」という申込カードも存在し、従来の申込カードの機能の他に、10回先までの抽せん日のうち1回分のみを指定できる欄がある。
ただし、「着せかえクーちゃん」だけは、宝くじ公式サイトでのネット申込限定となっている。
一部の銀行ATMやインターネットバンキング、一部コンビニエンスストアのマルチメディアステーションでも購入できる（ATMでの購入の際にはATM管理銀行のキャッシュカードが必要で、それ以外の金融機関のキャッシュカードでは購入できない。ただし管理銀行でも一部の店舗やコンビニATMでの取り扱いは行っていない）。その際は当せんした場合に使用したキャッシュカードまたはインターネットバンキングの口座に当せん金が自動的に振り込まれる。なお、300万円以上の当せんの場合は別途当せん通知が郵送される。
数字が決まらない場合は、コンピュータによってランダムに数字を選択してもらえる「クイックピック」を行使することも出来る。
購入できる時間帯は、売り場によって異なる。ただし、抽せん日はコンピューター処理の都合上、売り場窓口では18:30に締め切られる（銀行ATM・ネットバンキングでの購入の場合はそれよりも若干早く締め切られる銀行もある）。

### ATMで発売している金融機関
この種類における宝くじでは、ATMの設置場所が「宝くじ売り場」と見做されるため、設置されている場所によって収益の行先が決まる。ATMごとの売上は各金融機関の電算センター等で情報集約・計算される。
| 金融機関名       | 対応ATMのある主な地域                                   | 発売元兼収益受取先                                               | 備考                                                                     |
| ---------------- | ------------------------------------------------------- | ---------------------------------------------------------------- | ------------------------------------------------------------------------ |
| みずほ銀行       | 全国                                                    | 政令市設置分は当該政令市、 ほかは全てATMが設置されている都道府県 |                                                                          |
| 北海道銀行       | 北海道                                                  | 札幌市設置分は札幌市、 ほかは全て道                              |                                                                          |
| 青森みちのく銀行 | 青森県・秋田県・岩手県・北海道                          | 政令市設置分は当該政令市、 他は全てATMが設置されている都道県     | 仙台支店・東京支店の各ATMでも実施                                        |
| 秋田銀行         | 秋田県                                                  | 秋田県                                                           |                                                                          |
| 七十七銀行       | 宮城県                                                  | 仙台市設置分は仙台市、 仙台市外設置分は宮城県                    |                                                                          |
| 足利銀行         | ATM設置店舗のある都県                                   | 政令市設置分は当該政令市、 他は全てATMが設置されている都県       | 一部店舗外出張所を除き全支店対応                                         |
| 常陽銀行         | 宮城県・福島県・茨城県・栃木県・ 埼玉県・千葉県・東京都 | （地域に還元）                                                   | 2016年7月1日（一部20日）より一部を除く店舗外ATMからの購入が 可能になる   |
| 群馬銀行         | ATM設置店舗のある都府県                                 | 政令市設置分は当該政令市、 他は全てATMが設置されている都府県     | 一部店舗外出張所を除き全支店対応                                         |
| 千葉興業銀行     | 千葉県                                                  | 千葉市設置分は千葉市、 千葉市外設置分千葉県                      |                                                                          |
| 横浜銀行         | ATM設置店舗のある都府県                                 | 政令市設置分は当該政令市、 他は全てATMが設置されている都府県     | 一部店舗外出張所を除き全支店対応                                         |
| 第四北越銀行     | 新潟県                                                  | 新潟市設置分は新潟市、 新潟市外設置分は新潟県                    | 2021年1月4日より旧北越銀行ATMも対応                                      |
| 北國銀行         | ATM設置店舗のある都府県                                 | 政令市設置分は当該政令市、 他は全てATMが設置されている都府県     | 一部店舗外出張所を除き全支店対応                                         |
| 北陸銀行         | ATM設置店舗のある都道府県                               | 政令市設置分は当該政令市、 他は全てATMが設置されている都道府県   | 一部店舗外出張所を除き全支店対応                                         |
| 福井銀行         | 福井県                                                  |                                                                  | 金沢医大病院内店舗外ATMでも実施                                          |
| 大垣共立銀行     | 岐阜県・愛知県・三重県・滋賀県                          | 名古屋市設置分は名古屋市、 ほかは全てATMが設置されている県       |                                                                          |
| スルガ銀行       | 静岡県・神奈川県                                        | 政令市設置分は当該政令市、 ほかは全てATMが設置されている都県     | 東京支店のATMでも実施。浜松・焼津市内ATMでは非実施                       |
| 滋賀銀行         | ATM設置店舗のある都府県                                 | 政令市設置分は当該政令市、 他は全てATMが設置されている都府県     | 一部店舗外出張所を除き全支店対応                                         |
| 京都銀行         | ATM設置店舗のある都府県                                 | 政令市設置分は当該政令市、 ほかは全てATMが設置されている都府県   | 一部店舗外出張所を除き全支店対応                                         |
| 紀陽銀行         | ATM設置店舗のある都府県                                 | 政令市設置分は当該政令市、 他は全てATMが設置されている都府県     | 一部店舗外出張所を除き全支店対応                                         |
| 山陰合同銀行     | ATM設置店舗のある都府県                                 | 政令市設置分は当該政令市、 他は全てATMが設置されている都府県     | 一部店舗外出張所を除き全支店対応                                         |
| 広島銀行         | ATM設置店舗のある都府県                                 | 政令市設置分は当該政令市、 他は全てATMが設置されている都府県     | 一部店舗外出張所を除き全支店対応                                         |
| 愛媛銀行         | ATM設置店舗のある都府県                                 | 政令市設置分は当該政令市、 他は全てATMが設置されている都府県     | 一部店舗外出張所を除き全支店対応                                         |
| 四国銀行         | ＡＴＭ設置店舗のある都府県                              | 政令市設置分は当該政令市、 他は全てATMが設置されている都府県     | 一部店舗外出張所を除き全支店対応                                         |
| 福岡銀行         | 九州各県                                                | 政令市設置分は当該政令市、 ほかは全てATMが設置されている県       | 山口県にある下関支店のATMでも実施                                        |
| 十八親和銀行     | ATM設置店舗のある都府県                                 | 政令市設置分は当該政令市、 他は全てATMが設置されている都府県     | 一部店舗外出張所を除き全支店対応 （2021年4月1日より旧親和銀行ATMも対応） |
| 肥後銀行         | 熊本県                                                  |                                                                  |                                                                          |
| 大分銀行         | ATM設置店舗のある都府県                                 | 政令市設置分は当該政令市、 他は全てATMが設置されている都府県     | 一部店舗外出張所を除き全支店対応                                         |
| 琉球銀行         | ATM設置店舗のある都県                                   | 政令市設置分は当該政令市、 他は全てATMが設置されている都県       | 一部店舗外出張所を除き全支店対応                                         |

＊岡山に本店のある中国銀行でも発売されていたが、2016年12月30日で販売終了した。

＊三菱UFJ銀行で地域限定で発売されていたが（ロト7は非対応）、2019年03月31日で販売終了した。

現在はインターネットバンキングでの販売のみになっている。（ロト7は当初から対応済）

### ATMでの購入によるメリット／デメリット

#### メリット
- 宝くじ本券の紛失のおそれが無い（ATMでは利用明細を活用した、宝くじの「控え」を発券し、「本券」は発売銀行が代理受領するという仕組み）
- 当せんした場合、当せん金の受け取り手続きの手間が一切無い。

#### デメリット
- 当せん金の振込まれる時期が、実券の払戻開始日（抽せん日の翌日）より若干遅い（原則として抽せん日の2営業日後。例：金曜日抽せん→翌週火曜日。ただし当せん金の受け取りという点に限って言えば実券では高額当選の場合即日の受け取りが困難となるため、デメリットとも言えない）。
- ビンゴ5など、新しい種類の数字選択式宝くじはすぐには対応できない（ビンゴ5は、発売開始から約8年以上も経過している2025年6月時点でも、まだいずれの銀行のATM・ネットバンキング発売も対応していない。ただし、宝くじ公式サイトやLoppi（2021年1月26日より）などで購入できるようになってはいるが、これらは当せん金の受け取りに口座登録や振り込み手数料が必要だったり従前の窓口受け取りに限られたりと利便性の点では劣り、依然として銀行ATM・ネットバンキング発売には非対応のままである）。

### インターネットでの販売
PayPay銀行・みずほ銀行・三井住友銀行・三菱UFJ銀行・楽天銀行ではインターネットバンキング口座で販売を行っている。2014年（平成26年）1月6日にナンバーズ3・4、2016年（平成28年）1月4日にミニロト・ロト6・ロト7の販売が開始された。パソコン・スマートフォン・携帯電話で24時間いつでも購入が出来る。。ビンゴ5は発売当初からいまだに非対応、着せかえクーちゃんは宝くじ公式サイト限定発売となっているため、銀行のインターネットバンキング口座からは購入できない。

### コンビニエンスストアでの販売
以下のコンビニエンスストアではマルチメディアステーションでの販売を行っている。
- ファミリーマート - Famiポート[15](一部店舗のみ)
- ローソン - Loppi
- ミニストップ - MINISTOP Loppi

## 1口あたりの発売金額
1口あたり、着せかえクーちゃんが100円、ナンバーズ3・4、ミニロト、ロト6、ビンゴ5が200円、ロト7が300円である。

## 当せん金

### 当せん金額の決定方法
ビンゴ5以外の数字選択式全国自治宝くじにおいて、当せん金額はその回の当せん者間で公平になるように按分される。100円未満の端数が出た場合は切り捨てられ、切り捨てられた数は、1等に加える。このため、上位の等級の当せん者数が下位の等級の当せん者数を大きく上回った場合などには、上位より下位の等級の当せん金が大きくなる場合もある。この実例はロト6の「1等と2等の逆転」の節を参照のこと。
ビンゴ5では、あらかじめ各等級ごとに当せん金相当額からの分配割合が決められており、その金額を各等級の当選本数で按分することにより当せん金額が決定される。2017年4月4日現在、上位等級に当せんとなる申し込みがなかった場合の取扱については、公示されていない。
ロト6の5等は「1000円」でも「固定1000円」でもなく、「原則固定1000円」となっている。これは「固定1000円」にした場合、自治体が財政破綻に陥る可能性があるという理由による。
また、「原則」というからには「例外」も存在するということでもあり、900円や800円などのように1000円を下回ることも考えられる。もし900円になった場合、上位等級も900円になる可能性が高い。
ただし、1100円や1200円のように1000円を上回ることは絶対にない。

### 当せん金受け取り方法
当せん金の受け取り期間は、抽せん日の翌日より1年間である（期間の最終日が金融機関休業日に当たる場合は翌営業日が最終日になる）。
当せん金額が1口あたり50,000円以下の場合は、全国の数字選択式宝くじ売り場で支払ってもらえる。それ以上の場合は、みずほ銀行の窓口で受け取ることになる。また、当せん金額が1口あたり100,000円を超える場合は、本人確認のため、印鑑と身分証明書等が必要になる。
なお、2008年3月に施行された「犯罪による収益の移転防止に関する法律（犯罪収益移転防止法）」の規定で、10万円を超える当せん金を現金で受け取る場合には、更に写真付きの本人確認書類（運転免許証、パスポート、顔写真付きの住民基本台帳カード、個人番号カード（個人番号通知カードは不可）、在留カード、各種福祉手帳）の提出と所定の書面への記入が必要となる場合もある。100万円を超える当せん金を現金で受け取る場合、事務手続きの都合上数日程度かかる。以前は「みずほ銀行本店なら当日中に受け取れる」ということもあったが、現在は本店・支店・出張所とも、受け取りにかかる日数は変わらない。
銀行ATMまたはネットバンキングによる購入の場合は、当せん金は自動的に購入に使用したキャッシュカードなどの口座に振り込まれるため、購入者は支払い窓口に出向く必要はない。なお、一定金額以上（300万円以上）の高額当せんの場合は、銀行から購入者に通知がなされる。

### 全通りを購入した場合
ジャンボ宝くじを1ユニット全通り(1000万枚)買うと必ず損をするが、数字選択式宝くじでは得をする可能性もある。実際にミニロトとナンバーズでは、全通りの購入金額を上回る当せん金が発生した事例も存在する。
以下は全通りを購入した場合の購入金額と、受け取ることができる当せん金の最大金額である。（最低金額はどの宝くじも0円）
- ナンバーズ3（ストレートで1000通り）購入金額は20万円、当せん金は2000万円
- ナンバーズ4（ストレートで1万通り）購入金額は200万円、当せん金は2000万円
- ミニロト（16万9911通り）購入金額は3398万2200円、当せん金は6兆7964億4000万円
- ロト6（609万6454通り）購入金額は12億1929万800円、当せん金は3564兆6325億5540万円
- ロト7（1029万5472通り）購入金額は30億8864万1600円、当せん金は1京2354兆5664億円

## 抽せんについて

### 抽せん会場
抽せん会場は、原則東京都中央区の東京宝くじドリーム館であり、抽せんの当日、入場無料で抽せん風景を観覧することができる（宝くじドリームステーションでも抽せん会の模様がライブ配信される（抽せん日以外は録画されたものを見られるが、一部抜粋・編集されている)。

#### 臨時の抽せん会場
2007年3月最終週には5日連続で、東京宝くじドリーム館以外では初めて、大阪府大阪市浪速区の大阪シティエアターミナルで（同年4月9日に大阪宝くじドリーム館が同地に移転開館するのを記念して）抽せんが行われた。その後、ジャンボ宝くじの発売時期（2月・5月・7月・11月）の一週間、大阪宝くじドリーム館での抽せんを行っている。

### 抽せん方法
抽せん方法は次の通りである。
- ナンバーズ3・ナンバーズ4 - 通常の宝くじと同様、矢が発射されるタイプの電動風車型抽せん機が使われる。使用される風車盤は通常の宝くじで使われるものとは別に、ナンバーズ専用のもの、合計7台が用いられ、各風車盤には0から9まで、10個の数字が記載されている。[20][21]
- ミニロト・ロト6・ロト7 - 電動撹拌式遠心力型抽せん機（通称：夢ロトくん）の中に数字が記載されているボールが入れられ、出てきたボールに書かれた数字が抽せん数字となる。
- ビンゴ5 - ロトで使用している電動撹拌式遠心力型抽せん機を小型にし、ビンゴのマスに見立てた機器（通称：ビンゴ抽せん器）にて抽せんする。摘出方法は原則ロトと同じだが、ビンゴ5の場合、各マスには5個のボール（①の抽せん器は01～05までの5個、以降、⑧の抽せん器まで各5個ずつ、計40個のボールを投入し、それぞれのマスから「同時に各1個ずつ」、計8個の抽せん数字を摘出する。）
- 着せかえクーちゃん - 通常の宝くじと同様、矢が発射されるタイプの電動風車型抽せん機が使われる。このくじの誕生により、ナンバーズ4で使用される電動風車型抽せん機の風車盤は通常の宝くじで使われるものとは別に、数字の他に中心寄りに各果物のイラストを交えたクーちゃんが5種2箇所ずつ配されたものに変更された。ナンバーズ4では外側の数字を、着せかえクーちゃんでは内側の果物のイラストを用いる。
- ナンバーズで全ての申込タイプに当せん者がいない場合や、その他の宝くじで全ての等級に当せん者がいない場合は、再抽せんとなる。なお、再抽せんが行われる確率は非常に低く、ロト7は0.9の60万乗（0.9を60万回かけた数）という天文学的な低さである。[22]

### 非抽せん日
抽せん日が国民の祝日などの金融機関休業日にあたる場合も原則として抽せんが行われるが、年末年始の12月31日から翌年1月3日までの期間は抽せんが行われない。

## その他

### 官公庁内での販売
- みずほ銀行のATMでも当然販売されているが、自治体庁舎内に設置の店舗外ATMでは「ギャンブル性が高い」として販売されていない。かつては北九州市役所本庁舎内設置分について販売を行っていたが、北九州市は政令指定都市として単独で宝くじの発売権があることや、新日本製鐵の企業城下町として旧富士銀行の時代からみずほ銀行が指定金融機関となっていることに加え、人口減少などで近年財政が悪化していることから、増収策の一環として販売解禁に踏み切ったものとみられる。このATMでの販売分にかかる自治体収益は、法令により全額北九州市の収入となる。みずほはその後ATM機器更新に伴い宝くじの取り扱いを中止したが、みずほと輪番で指定金融機関となっている福岡銀行の庁舎内支店が、その分も引き受ける形でATMでの販売を継続している。

### くじ券裏面記載の文言
くじ券本券の裏面には、以下のような表示がなされている。2014年現在。